# Cordarrelle Patterson
Cordarrelle Patterson (pronuncia cor-DARR-əl; Rock Hill, 17 marzo 1991) è un giocatore di football americano statunitense che milita nei ruoli di wide receiver, running back e kick returner per i Pittsburgh Steelers della National Football League (NFL). Scelto nel corso del primo giro (28º assoluto) del Draft NFL 2013 dai Minnesota Vikings, al college giocò a football all’Università del Tennessee.

## Carriera professionistica

### Minnesota Vikings
Il 9 gennaio 2013, Patterson annunciò la sua intenzione di saltare l'ultimo anno di college e rendersi eleggibile per il Draft NFL 2013. Considerato come uno dei migliori wide receiver selezionabili nel draft, aveva ottenuto un punteggio di 90,6/100, secondo assoluto tra i wide receiver dietro a Tavon Austin, che secondo le classifiche NFL per i giocatori eleggibili al Draft lo poneva nella categoria dei giocatori pronti per essere titolari immediati. Il 25 aprile fu scelto come 28º assoluto dai Minnesota Vikings che scambiarono coi New England Patriots una loro scelta del 2º giro (52ª assoluta), quella del 3º giro (83ª assoluta), una del 4º giro (102ª assoluta) e una del 7º giro (229ª assoluta) per ottenere la posizione utile per selezionarlo.
Il giorno successivo al Draft, rispondendo alla domanda di un giornalista durante la conferenza stampa, affermò di aver scelto il numero 84 in onore di Randy Moss di cui è tifoso. Moss tuttavia non apprezzò la scelta di Minnesota di consegnare a un rookie il suo 84, definendola "irrispettosa" nei suoi confronti. Il 25 luglio firmò un contratto quadriennale con la franchigia.

#### 2013
Patterson esordì come professionista nella settimana 1 contro i Detroit Lions, ricevendo un passaggio da 10 yard e ritornando due kickoff per 54 yard complessive. La settimana seguente, contro i Chicago Bears al Soldier Field mise a segno il primo touchdown in carriera, ritornando il kickoff d'inizio partita per 105 yard. Inoltre ritornò altri due kickoff per 42 yard, terminando l'incontro a 49 yard ritornate di media, oltre a ricevere due passaggi per 14 yard. Per questa sua prestazione fu anche candidato al premio riservato al miglior rookie della settimana, poi andato al quarterback dei Buffalo Bills EJ Manuel. Nella settimana 3, che vide i Vikings uscire sconfitti dal Metrodome per 31-27 contro i Cleveland Browns, Patterson corse altre 58 yard in 2 ritorni di kickoff e ricevette dal quarterback Christian Ponder 2 passaggi per 49 yard, risultando il miglior ricevitore dei Vikings nell'arco della partita.
Nella settimana 4, Patterson si confermò tra i migliori kick returner della lega correndo 144 yard in 5 ritorni, oltre a continuare a essere impiegato col contagocce come ricevitore, ricevendo un solo passaggio da 9 yard da Matt Cassel in quella che fu la prima vittoria stagionale dei Vikings che ebbero ragione 27-34 dei Steelers al Wembley Stadium di Londra, in una delle due gare delle NFL International Series della stagione 2013. A fine mese fu premiato come miglior giocatore degli special team della NFC di settembre: Patterson, che alla settimana 4 guidava la lega nei touchdown ritornati da kickoff (1), yard in media per ritorno (33,8) e ritorno più lungo (105 yard ex aequo con Trindon Holliday), fu solo il secondo ritornatore e il secondo rookie della franchigia a ricevere tale onorificenza.

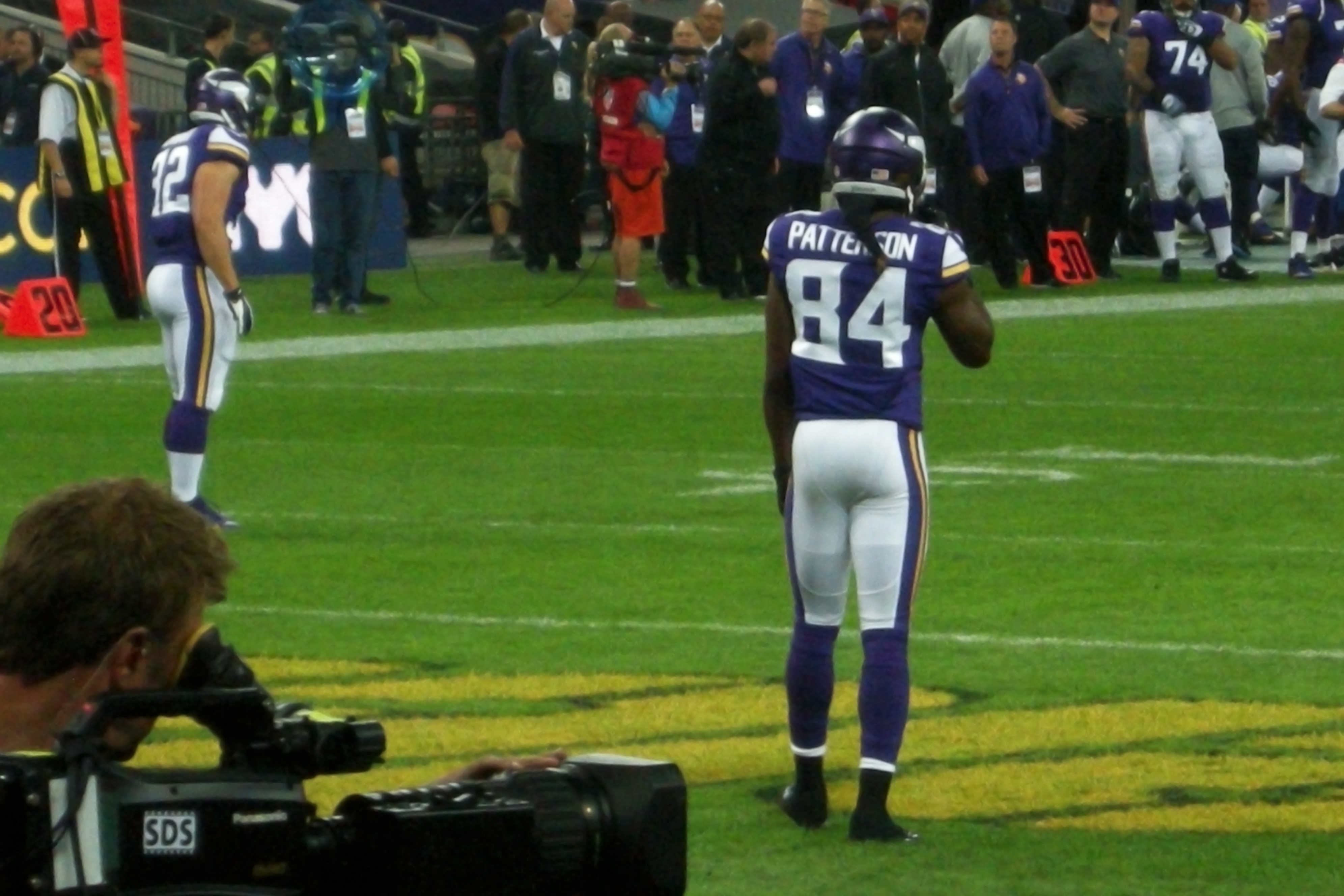
Patterson pronto a ritornare un kickoff nella gara delle NFL International Series 2013 di Londra, nella quale i Vikings sconfissero per 27-34 gli Steelers.

Nella settimana 8 Patterson mise a segno il suo secondo touchdown in carriera, ritornando il kickoff d'inizio partita per 109 yard e stabilendo così il nuovo record NFL per il più lungo ritorno di kickoff, fino a quel momento co-detenuto da Jacoby Jones, Randall Cobb ed Ellis Hobbs con 108 yard ritornate. Tale ritorno rappresentò inoltre la più lunga giocata nella storia della NFL, pari merito con il più lungo field goal sbagliato ritornato in touchdown da Antonio Cromartie nel 2007. Patterson mise a referto un totale di 225 yard ritornate e ricevette dal quarterback Christian Ponder 2 passaggi per 26 yard che non furono tuttavia sufficienti ai Vikings per battere i Green Bay Packers, capaci di imporsi per 44-31 al Mall of America Field. Per questa sua prestazione fu candidato per la seconda volta nella stagione per il premio come miglior rookie della settimana vinse il premio di giocatore degli special team della NFC della settimana. Patterson, che alla settimana 8 guidava inoltre la lega con 2 touchdown ritornati da kickoff, 39,1 yard in media a ritorno e 703 yard ritornate, fu il primo giocatore della franchigia del Minnesota a ricevere tale premio dal 2010 (ultimo a riuscirvi fu Percy Harvin, che l'aveva vinto anche nel 2009) e più in generale il quarto da quando il premio fu istituito. In aggiunta, ricevette anche l'onore di veder ritirati ed esposti nel museo della Pro Football Hall of Fame, l'uniforme e le scarpe indossate nella gara della corsa-record.
Nella settimana 9 Patterson ritornò altri 4 kickoff per 104 yard totali, ma in uno di essi, nei primi minuti del terzo quarto, commise un fumble che costrinse Ponder a ripartire dalle proprie 5 yard. Nel successivo snap, il quarterback dovette arretrare nella propria end zone, subendo un sack dal quale scaturì il fumble ricoperto in touchdown dal defensive tackle di Dallas Nick Hayden. Patterson fece registrare anche 3 ricezioni per 13 yard, ma Minnesota subì la settima sconfitta in 8 partite. Il 5 novembre fu l'unico Viking a essere inserito nel PFF Midseason All-Pro Team in qualità di kick returner. Nel Thursday Night Football, che vide i Vikings battere i Washington Redskins 27-34 e ottenere così la seconda vittoria dall'inizio della stagione, Patterson mise a segno il terzo touchdown stagionale, il primo su ricezione, dopo aver ricevuto un passaggio da 2 yard da Christian Ponder e chiuse la partita mettendo a referto 2 ricezioni per 22 yard e 2 ritorni di kickoff per 36 yard. Nella settimana 11, Patterson, complice uno strappo al tendine d'Achille che costrinse Greg Jennings a dare forfait, venne schierato per la prima volta in carriera come wide receiver titolare, ma ciò nonostante continuò a essere cercato poco da Ponder prima e da Cassel poi, chiudendo l'incontro con 3 ricezioni per 28 yard messe a referto cui si aggiunsero altri 4 ritorni di kickoff per un totale di 116 yard che gli permisero di salire a quota 962 yard ritornate su kickoff, il massimo mai corso da un Viking nelle prime 10 gare della stagione regolare e persino meglio delle 924 messe a referto da Harvin nel suo eccezionale 2009.

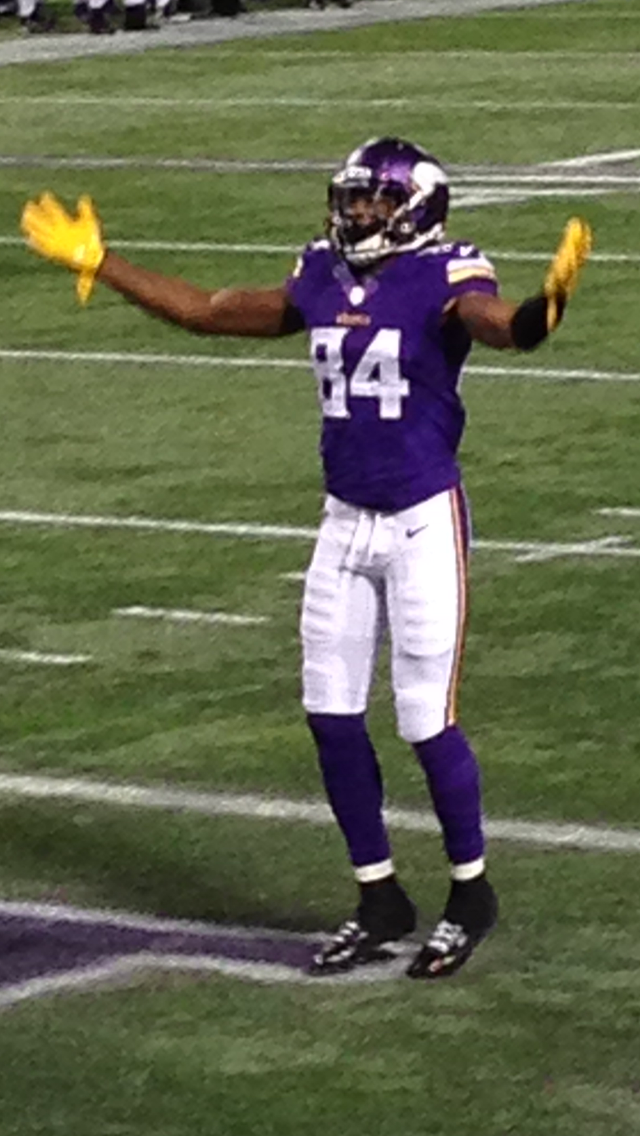
Patterson in un incontro del novembre 2013.

Nella settimana 12, nella gara che vedeva i Vikings opposti ai Green Bay Packers, Patterson infranse in un sol colpo, per la prima volta in stagione, sia il muro delle 50 yard ricevute sia quello delle 5 ricezioni in una singola partita, guidando i Vikings sia in ricezioni (8) sia in yard ricevute (54, alla pari con Jerome Simpson), e mise inoltre a referto altri 4 ritorni di kickoff per 124 yard complessive che gli permisero così di superare per la prima volta in carriera quota 1000 yard ritornate su kickoff. In particolar modo, fu ancora una volta protagonista contro i Packers, avversari al Metrodome il giorno del suo ritorno da record, di un notevole ritorno da 57 yard che permise ai suoi di avanzare sino alla linea delle 42 yard di Green Bay (il drive terminò poi con un field goal da 36 messo a segno da Blair Walsh). La partita, inoltratasi sino ai tempi supplementari, si chiuse infine sul 26-26, regalando pertanto ai Vikings il primo pareggio stagionale. La settimana seguente Patterson, dopo i touchdown su ricezione e su ritorno messi a segno nelle settimane precedenti, mise a segno anche il suo primo touchdown su corsa con una portata da 33 yard in cui riuscì a eludere il tentativo di tackle di ben 4 avversari, divenendo così il primo rookie nella storia della franchigia ad aver segnato almeno un touchdown su corsa, su ricezione e su ritorno. Dopo aver segnato si rese poi protagonista di un siparietto con un arbitro dal quale cercò (con successo) di farsi dare il cinque. Patterson chiuse la partita, vinta dai Vikings sui Bears ai tempi supplementari per 20-23, mettendo a referto anche una ricezione da 4 yard ma senza ritornare alcun kickoff.
Nella settimana 14, in un innevato M&T Bank Stadium di Baltimora, contro i Ravens padroni di casa Patterson disputò la sua miglior gara come ricevitore, mettendo a referto 5 ricezioni per 141 yard e un touchdown (arrivato a soli 31" dal termine dell'incontro su una ricezione da 79 yard su lancio di Matt Cassel), una portata per 6 yard corse e 111 yard in 4 ritorni di kickoff, che non furono tuttavia sufficienti ai Vikings per far loro la partita, vinta 26-29 dai Ravens. La settimana seguente, contro i Philadelphia Eagles che venivano da 5 vittorie consecutive, i Vikings tornarono alla vittoria nell'incontro casalingo terminato 30-48. Patterson non ritornò alcun kickoff poiché gli Eagles scelsero di calciare dei kickoff più corti ricevuti dagli uomini di prima linea a protezione del ritornatore, e fu di pari passo cercato meno da Cassel, rispetto alla gara precedente. Ciò nonostante chiuse l'incontro con 5 ricezioni per 35 yard e un touchdown e corse 2 portate per 15 yard.
Nel penultimo incontro della stagione regolare Patterson guidò la propria squadra in corse con 3 portate per 54 yard e un touchdown, ricevette altri 3 passaggi per sole 8 yard e infine ritornò 4 kickoff per 143 yard ma ciò non bastò ai Vikings per evitare la decima sconfitta stagionale per 14-42 in casa dei Cincinnati Bengals. Nella settimana 16 che vide i Vikings avere ragione dei Lions per 13-14 nell'ultima gara disputata al Metrodome prima della sua demolizione, Patterson, che necessitava di sole 4 yard per stabilire il nuovo record di franchigia di yard ritornate su kickoff, raggiunse l'obiettivo ritornando 3 kickoff per 51 yard. Inoltre andò in touchdown per la prima volta in una singola partita sia su corsa (2 portate per 54 yard) sia su ricezione (2 ricezioni per 31 yard), firmando così entrambe le marcature che permisero ai Vikings di aggiudicarsi l'incontro e chiudendo la sua positiva stagione da rookie con 45 ricezioni per 469 yard e 4 touchdown, 12 portate per 158 yard corse e 3 touchdown e 43 ritorni di kickoff per 1.393 yard e 2 touchdown. Il terzo touchdown su corsa gli permise di stabilire il suo terzo record NFL dell'anno relativo al maggior numero di touchdown su corsa messi a segno da un wide receiver in una singola stagione (3) (precedentemente detenuto da Jerry Rice e Percy Harvin con due touchdown) e di divenire l'unico giocatore nella storia della NFL capace di ritornare un touchdown da almeno 100 yard, ricevere un touchdown da almeno 75 yard e correre per un touchdown da almeno 50 yard in una singola stagione. Inoltre le 2.020 yard combinate (ricevute + corse + ritornate) furono il terzo miglior risultato di sempre della franchigia relativo a un rookie dietro le 2 081 accumulate da Harvin nel 2009 e le 2 021 accumulate da Adrian Peterson nel 2007, oltre che il secondo miglior risultato stagionale di lega dietro le 2.146 yard corse e ricevute da LeSean McCoy.

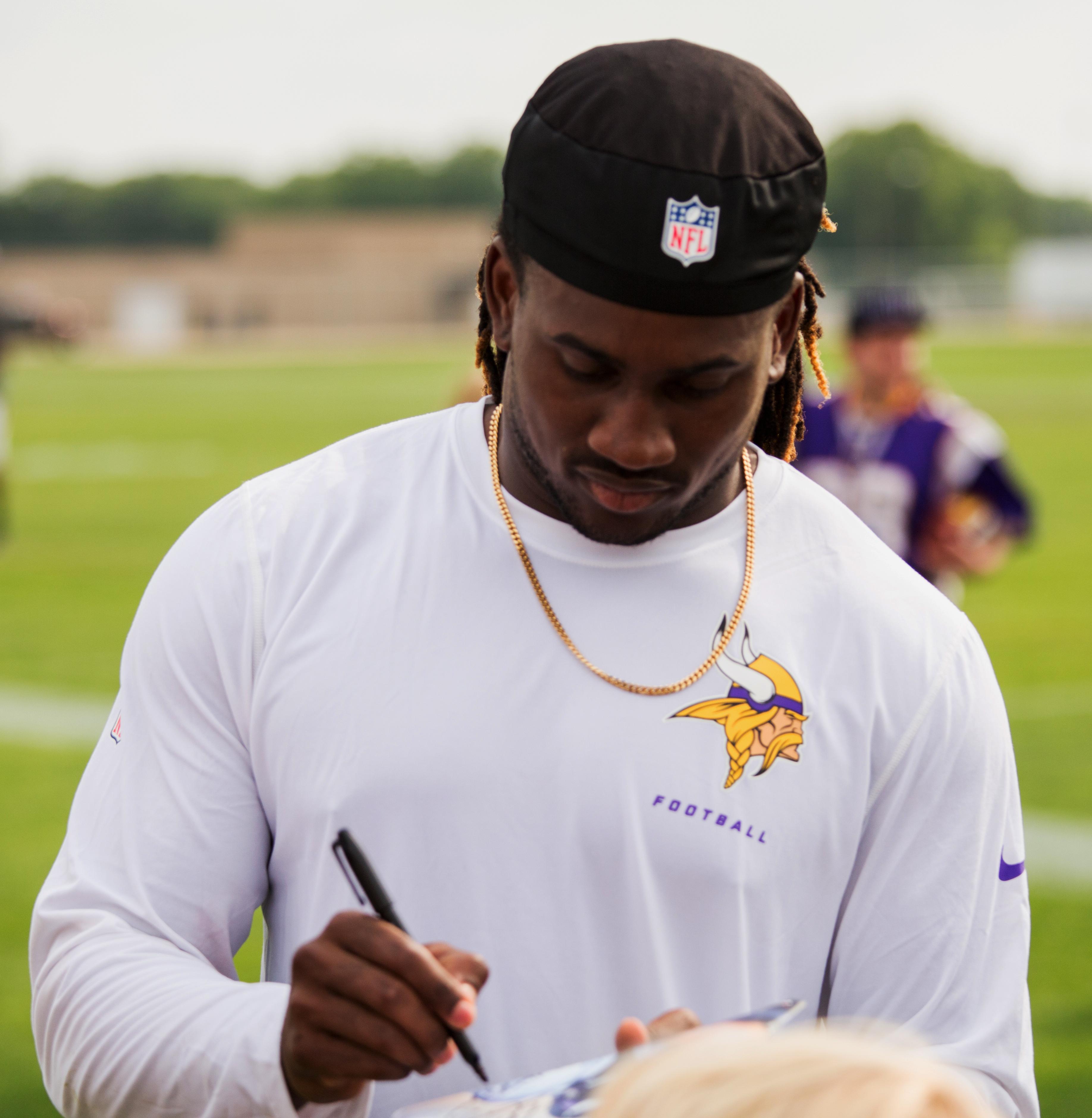
Patterson mentre firma autografi durante il training camp 2014.

Per queste sue prestazioni, il 2 gennaio 2014 fu eletto per la prima e unica volta in carriera rookie offensivo del mese della NFC relativamente al mese di dicembre, iscrivendo così il proprio nome al fianco di quello di Moss, Peterson e Harvin, unici altri tre Viking capaci di ottenere tale riconoscimento. Inoltre il medesimo giorno comunicò sul suo account Twitter di essere stato convocato per il Pro Bowl come specialista nei ritorni, divenendo così il secondo Viking assieme a Peterson (e il primo rookie della classe del 2013) a prender parte all'edizione 2014 del celebre All-Star game. Secondo il Minneapolis Star Tribune, Patterson sarebbe subentrato al posto Antonio Brown, ricevitore dei Pittsburgh Steelers selezionato sia come wide receiver sia come specialista nei ritorni. Il giorno seguente, ancora una volta assieme a Peterson, fu uno dei due soli Viking a essere inseriti nelle formazioni All-Pro 2013, votato dall'Associated Press nel First-team All-Pro in qualità di kick returner.

#### 2014
Nella stagione 2014 Patterson fu uno dei protagonisti nel primo incontro della stagione regolare, vinto da Minnesota per 34-6 in casa dei St. Louis Rams, durante il quale guidò la squadra con ben 102 yard corse in sole 3 portate, segnando il secondo touchdown della partita con una spettacolare corsa da 67 yard durante la quale resistette al tentativo di placcaggio di 7 difensori avversari. In aggiunta egli ricevette tre passaggi per 26 yard da Matt Cassel e ritornò due kickoff per 48 yard complessive. Con i numeri fatti registrare in questa gara continuò inoltre a stabilire record sia NFL sia di franchigia: egli divenne infatti il primo wide receiver nella storia della NFL ad aver messo a segno un touchdown su tentativo di corsa da almeno 35 yard in 3 gare consecutive (considerando le ultime due della stagione 2013) e stabilì altri tre primati dei Vikings relativi al maggior numero di yard corse da un wide receiver in una singola gara, alla più lunga corsa da touchdown messa a segno da parte di un wide receiver e al maggior numero di touchdown su corsa messi a segno da un wide receiver in carriera (record quest'ultimo condiviso con Percy Harvin).

#### 2015
Patterson aprì la stagione ricevendo da Bridgewater un passaggio per una yard e ritornando un kickoff per 21 yard, nell'incontro del Monday Night Football in cui i Vikings furono sconfitti per 3-20 dai 49ers padroni di casa. La settimana seguente fu invece utilizzato solo negli special team, totalizzando in due ritorni di kickoff 62 yard, nella gara in cui i Vikings tornarono alla vittoria sconfiggendo per 26-16 i Lions rivali divisionali. A fine anno fu inserito nel Second-team All-Pro come kick returner.

#### 2016
Nel 2016, Patterson fu convocato per il secondo Pro Bowl in carriera come ritornatore della NFC e inserito nel First-team All-Pro.

### Oakland Raiders

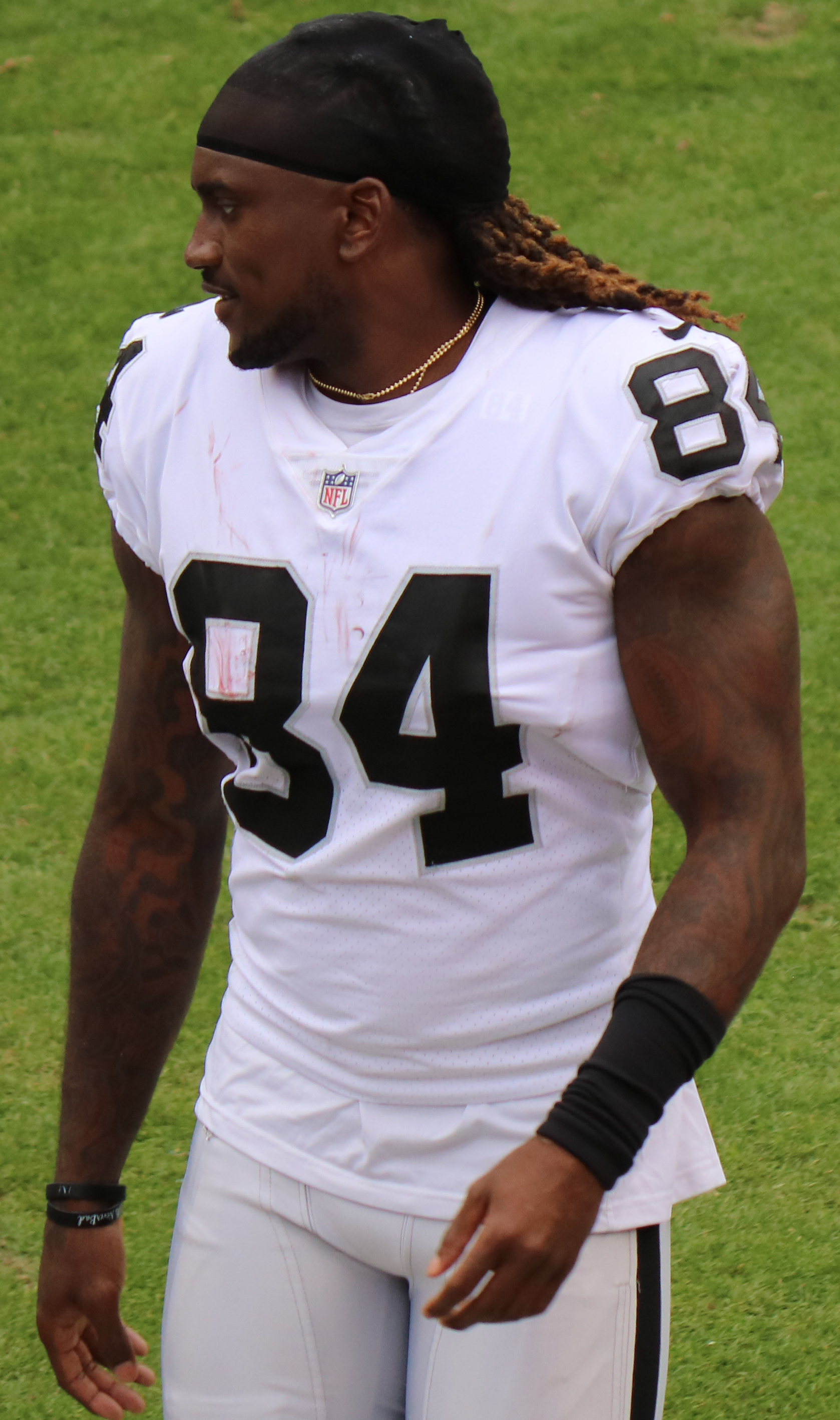
Patterson nel 2017 coi Raiders.

Divenuto free agent, dopo che i Vikings avevano declinato la facoltà di esercitare l'opzione per il quinto anno del contratto da rookie, il 13 marzo firmò un contratto biennale con gli Oakland Raiders. I termini dell'accordo prevedono un salario da 5,25 milioni di dollari (di cui 5 garantiti), con possibilità per il giocatore di arrivare sino a un totale di 7 con ulteriori bonus e di trasformare il contratto in un annuale raggiungendo la soglia minima di 65 ricezioni o partecipando ad almeno il 65% degli snap offensivi della squadra.

### New England Patriots
Il 18 marzo 2018, i Raiders scambiarono Patterson e una scelta del sesto giro del Draft NFL 2018 con i New England Patriots per una scelta del quinto giro. A fine stagione fu inserito nel Second-team All-Pro. Il 3 febbraio 2019 vinse il Super Bowl LIII battendo i Los Angeles Rams per 13-3.

### Chicago Bears
Nel 2019 Patterson firmò con i Chicago Bears. Nel settimo turno ritornò un calcio per 102 yard in touchdown, il settimo della sua carriera. Alla fine di novembre fu premiato come giocatore degli special team della NFC del mese in cui mantenne una media di 29,4 yard su 10 ritorni. A fine stagione fu convocato per il suo terzo Pro Bowl come special teamer e inserito nel First-team All-Pro.
Nella settimana 10 della stagione 2020 Patterson pareggiò il record NFL di Josh Cribbs e Leon Washington con l'ottavo ritorno di kickoff in touchdown. La sua stagione si chiuse guidando la NFL in ritorni di kickoff (35) e yard su ritorno di kickoff (1.017), venendo convocato per il suo quarto Pro Bowl (non disputato a causa della pandemia di COVID-19) e inserito nel First-team All-Pro.

### Atlanta Falcons
Il 15 aprile 2021 Patterson firmò un contratto annuale da 3 milioni di dollari con gli Atlanta Falcons. Nella settimana 4 segnò un record in carriera di tre touchdown su ricezione contro il Washington Football Team. Fu l'unico giocatore dei Falcons a riuscirvi negli ultimi 15 anni, assieme a Calvin Ridley.
Nella prima partita della stagione 2022 Patterson corse 120 yard e segnò un touchdown nella sconfitta in rimonta contro i Saints. Due settimane dopo giunse la prima vittoria in casa dei Seattle Seahawks in cui corse un nuovo primato personale di 141 yard, venendo premiato come giocatore offensivo della NFC della settimana. Il 3 ottobre fu inserito in lista infortunati per un problema rimediato nel quarto turno contro i Brows. Tornò in campo nella settimana 9 segnando due touchdown nella sconfitta contro i Los Angeles Chargers. Nell'undicesimo turno stabilì un nuovo record NFL con il suo nono kickoff ritornato in touchdown, questa volta per 103 yard, salendo a quota nove in carriera.

### Pittsburgh Steelers
Il 1º aprile 2024 Patterson firmò con i Pittsburgh Steelers on a two-year contract.

## Record

### Record NFL
- Maggior numero di kickoff ritornati in touchdown in carriera: 9
- Più lunga giocata nella storia della NFL: 109 yard (contro Green Bay il 27 ottobre 2013, condiviso con Antonio Cromartie)
- Più lungo ritorno di kickoff: 109 yard (contro Green Bay il 27 ottobre 2013)
- Maggior numero di touchdown su corsa messi a segno da un wide receiver in una singola stagione: 3 (2013)
- Unico giocatore a ritornare un touchdown da almeno 100 yard, a ricevere un touchdown da almeno 75 yard e a correre per un touchdown da almeno 50 yard in una singola stagione (2013)
- Unico wide receiver ad aver messo a segno un touchdown su tentativo da almeno 35 yard in 3 gare consecutive (22 dicembre 2013-7 settembre 2014)

### Record di franchigia dei Vikings
- Maggior numero di yard ritornate su kickoff in una singola stagione: 1 393 (2013)
- Miglior media ritorno/yard su ritorno di kickoff in una singola stagione: 32,4 (2013)
- Unico giocatore ad aver messo a segno almeno un touchdown su ricezione, su corsa e su ritorno nella stagione da rookie (2013)
- Più lunga corsa da touchdown messa a segno da parte di un wide receiver: 67 yard (2014)
- Maggior numero di yard corse da un wide receiver in una singola partita: 102 (contro St. Louis il 7 settembre 2014)
- Maggior numero di touchdown su corsa messi a segno da un wide receiver in carriera: 4 (2013-14, condiviso con Percy Harvin)

## Palmarès

### Franchigia
- Super Bowl : 1

New England Patriots: LIII
- American Football Conference Championship: 1

New England Patriots: 2018

### Individuale
- Convocazioni al Pro Bowl: 4

2013, 2016, 2019, 2020
- First-team All-Pro: 4

2013, 2016, 2019, 2020
- Second-team All-Pro: 2

2015, 2018
- PFWA All-Rookie Team - 2013

- Giocatore offensivo della NFC della settimana: 1

3ª del 2022
- Giocatore degli special team del mese della NFC: 2

settembre 2013, novembre 2019
- Giocatore degli special team della settimana della NFC: 1

8ª del 2013
- Rookie offensivo del mese della NFC: 1

dicembre 2013
- Formazione ideale della NFL degli anni 2010

## Statistiche
Fonte: NFL.com
|                 |                   |    | Ricezioni | Ricezioni | Ricezioni | Ricezioni | Ricezioni | Corse | Corse | Corse | Corse | Corse | Ritorni di kickoff | Ritorni di kickoff | Ritorni di kickoff | Ritorni di kickoff | Ritorni di kickoff | Ritorni di kickoff | Ritorni di kickoff | Totale annuo | Totale annuo | Fumble | Fumble |
| Anno            | Squadra           | P  | Ric       | Yard      | Media     | Max       | TD        | Ten   | Yard  | Media | Max   | TD    | Rit                | Yard               | Media              | Max                | TD                 | 20+                | 40+                | YardCom      | TDCom        | Fum    | Persi  |
| --------------- | ----------------- | -- | --------- | --------- | --------- | --------- | --------- | ----- | ----- | ----- | ----- | ----- | ------------------ | ------------------ | ------------------ | ------------------ | ------------------ | ------------------ | ------------------ | ------------ | ------------ | ------ | ------ |
| 2013            | Minnesota Vikings | 16 | 45        | 469       | 10,4      | 79T       | 4         | 12    | 158   | 13,2  | 67T   | 1     | 34                 | 1 393†             | 32,4†              | 109T†              | 2†                 | 34                 | 10†                | 2 020        | 9            | 0      | 0      |
| 2014            | Minnesota Vikings | 16 | 33        | 384       | 11,6      | 28        | 1         | 10    | 117   | 11,7  | 50T   | 1     | 43                 | 871                | 25,6               | 51                 | 0                  | 26                 | 4                  | 1 372        | 2            | 1      | 1      |
| 2015            | Minnesota Vikings | 16 | 2         | 10        | 5         | 9         | 0         | 2     | 15    | 7,5   | 9     | 0     | 32                 | 1 019              | 31,8†              | 101                | 2†                 | 25                 | 6†                 | 1 044        | 2            | 1      | 1      |
| 2016            | Minnesota Vikings | 16 | 52        | 453       | 8,7       | 39        | 2         | 7     | 43    | 6,1   | 22    | 0     | 25                 | 792                | 31,7†              | 104†               | 1†                 | 20                 | 4†                 | 1 288        | 3            | 2      | 0      |
| Totale Vikings  | Totale Vikings    | 64 | 132       | 1 316     | 10,0      | 79T       | 7         | 31    | 333   | 10,7  | 67T   | 4     | 134                | 4 075†             | 30,4†              | 109T†              | 5†                 | 105†               | 24†                | 5 724        | 16           | 4      | 2      |
| Totale Carriera | Totale Carriera   | 64 | 132       | 1 316     | 10,0      | 79T       | 7         | 31    | 333   | 10,7  | 67T   | 4     | 134                | 4 075              | 30,4               | 109T               | 5                  | 105                | 24                 | 5 724        | 16           | 4      | 2      |

† Record NFL
† Leader stagionale NFL
† Record di franchigia dei Vikings
Statistiche aggiornate alla stagione 2016